# Tyler, the Creator
Tyler Gregory Okonma (Hawthorne, California, 6 de marzo de 1991), conocido artísticamente como Tyler, the Creator, es un rapero estadounidense. Ha sido reconocido por los medios de comunicación como una de las figuras más influyentes de la cultura pop de su generación, gracias a sus estilos de música y de moda únicos, eclécticos y coloridos, popularizando la música rap como un "fenómeno de Internet" que incluyó una nueva ola de artistas de hip-hop y R&B alternativos durante la década de 2010.
Okonma se hizo conocido a fines de los años 2000, cuando emergió en Internet como el líder y cofundador de la agrupación Odd Future, en la cual participaba como rapero, productor, director y actor, lanzando álbumes de estudio que producía él mismo para sus respectivos miembros y actuando en su show de comedia de parodia y sketch Loiter Squad. A la par de sus colaboraciones con la agrupación, desarrolló una carrera solista lanzado primero el mixtape Bastard (2009), que le valió reconocimiento en los medios musicales como un artista emergente en la escena independiente, y luego su álbum de estudio debut, Goblin (2011), que incluyó su primer sencillo exitoso, "Yonkers". Durante esta época, Okonma fue sujeto a críticas en los medios y el público por su producciones horrorcore y sus líricas transgresoras y oscuras. Luego del lanzamiento de su segundo álbum de estudio, Wolf (2013), Okonma empezó a desligarse de sus producciones horrorcore, volcándose por sonidos más accesibles con fusiones de jazz, soul y R&B a partir del lanzamiento de Cherry Bomb (2015). En 2017, lanzó Flower Boy, el primero de una exitosa trilogía que sería seguida por Igor (2019) y Call Me If You Get Lost (2021), que le valieron la aclamación por parte de la crítica y el público, sus primeros número uno en las listas de éxitos y sus triunfos en los Premios Grammy al Mejor Álbum de Rap por estos dos últimos. Uno de sus más recientes lanzamientos, Chromakopia (2024), lanzado el 28 de octubre, estuvo tres semanas consecutivas en primer lugar sobre el BillBoard.  
Además de sus producciones musicales, Okonma se convirtió en una figura importante en la moda con sus emprendimientos de ropa Golf Wang y Le Fleur, y por sus colaboraciones para importantes marcas como Lacoste, Converse y Louis Vuitton. Okonma también es el fundador del festival de música Camp Flog Gnaw, que se celebra anualmente desde 2012, y que contó con apariciones como las de Kanye West, Drake, Kendrick Lamar, Lana del Rey, Billie Eilish, entre otros. También ha dirigido todos los videos musicales y promocionales de su carrera, bajo el seudónimo de Wolf Haley. Ha sido galardonado con dos Premios Grammy, tres Premios BET, un Premio Brit, y un MTV Video Music Awards. En 2019, fue nombrado el "Innovador de Música del Año" por el periódico Wall Street.

## Biografía
Tyler Gregory Okonma nació el 6 de marzo de 1991 en el barrio de Hawthorne, California, hijo de un padre nigeriano de ascendencia igbo y una madre estadounidense de ascendencia estadounidense-africana y europea-canadiense. Nunca conoció a su padre, y creció en el barrio de Ladera Heights. Cuando tenía siete años, Tyler solía sacar la portada de un álbum y la reemplazaba con una suya de un disco imaginario propio incluyendo una lista de canciones ficticias con minutos de duración- antes de que siquiera pudiera producir música. A los 14, se enseñó a sí mismo a tocar el piano. En sus 12 años de escuela, atendió 12 instituciones escolares diferentes por toda el área de Los Ángeles y Sacramento. Tras graduarse, trabajó en FedEx por solo dos semanas, y en Starbucks por dos años. Okonma sacó su nombre artístico de su página de MySpace, en donde publicaba sus trabajos creativos.
Hablando sobre sus años en la escuela, Tyler se refirió varias veces a sí mismo como un "payaso de clase", que a su vez era un niño "solitario" y "marginado", porque sus gustos en el skateboarding, el arte, o la música rock y pop estaban fuera de lo que era común dentro de los niños negros. Okonma aludió en esto diciendo "Me decían que era demasiado negro para encajar con los chicos blancos, y que era demasiado blanco para que estar con los chicos negros". También mencionó haber sido echado del club de arte dramático por ser demasiado "ruidoso", y de la banda de la escuela por no saber leer notas musicales. Tyler mencionaría más tarde que esos hechos lo influenciaron para mantenerse motivado para su carrera musical.
En 2006, abrió un canal de YouTube llamado "Bloxhead", donde publicaba freestyles y sus primeras maquetas musicales, junto a su mejor amigo, Jasper, y varios miembros de Odd Future. También tenía videos donde hacía sketches de comedia.

## Carrera musical

### 2007-2011: Odd Future,BastardyGoblin
Tyler cofundó la agrupación de rap Odd Future en 2007 junto a los raperos Hodgy, Left Brain y Casey Veggies. Juntos lanzaron por sí mismos su mixtape debut, The Odd Future Mixtape, en noviembre de 2008. El 25 de diciembre de 2009, Okonma lanzó su primer mixtape solista, Bastard. El mixtape alcanzaría finalmente el puesto 32 en la lista de Pitchfork de los Mejores Álbumes del 2010. El 11 de febrero de 2011, Okonma lanzó el video musical de Yonkers, que recibió atención de varios medios de comunicación en línea. Esto le valdría a Tyler ganar el premio por Artista Revelación en los MTV Video Music Awards de 2011. La temática de los discos de Okonma hizo que varios lo afiliaran al género de horrorcore, aunque Tyler evitó cualquier tipo de vinculación hacía ese tipo de música.

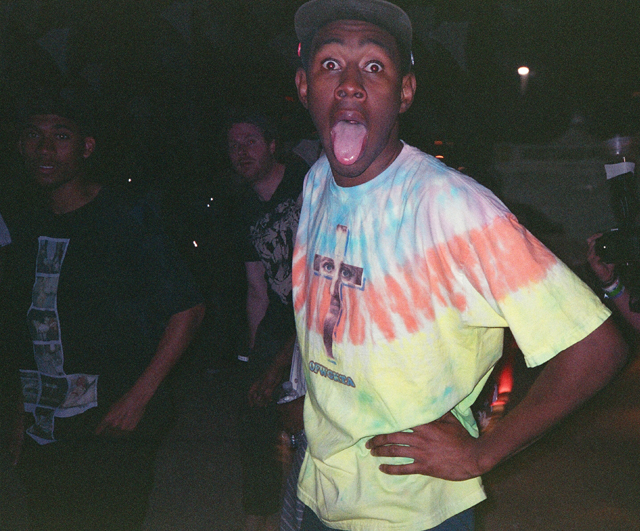
Tyler en abril de 2011.

A inicios del 2011, Tyler llamó la atención de varios artistas reconocidos de la industria, como Steve Rifkind, Jimmy Iovine, Rick Ross y Jay-Z. Okonma y el resto de Odd Future acabaron firmando un contrato para el sello discográfico Red Distribution/Sony en abril de 2011. El álbum de estudio debut de Tyler, Goblin, se lanzó el 10 de mayo de 2011. Un mes antes, Okonma y su compañero de Odd Future Hodgy Beats hicieron su primera aparición en televisión abierta cuando tocaron "Sandwitches" en el programa Late Night Show with Jimmy Fallon. Durante esa época, Tyler confirmó a través de su cuenta de Formspring a sus fanes de que su segundo álbum se llamaría Wolf y que sería lanzado en 2012. Okonma también anunció que junto a Odd Future estrenarían su propio programa de televisión, Loiter Squad. El 8 de septiembre de 2011, el show fue finalmente confirmado como un programa de episodios de 15 minutos con varios sketches, bromas y segmentos humorísticos en la calle por Odd Future. Dickhouse Productions, la productora que creó Jackass, fue confirmada para producir el programa.

### 2012-2014:Wolfy Loiter Squad
El programa de Odd Future, Loiter Squad, se estrenó en adult swim el 25 de marzo de 2012, y duró hasta mediados de 2015. El programa contó con varias apariciones de celebridades, como Johnny Knoxville, Lil Wayne y Seth Rogen. El 14 de febrero de 2013, Odd Future publicó un vídeo en su cuenta de YouTube que anunciaba que Wolf iba a estrenarse el 2 de abril de 2013. El mismo día, Tyler publicó tres portadas del disco por medio de su cuenta de Instagram.
En promoción para Wolf, Tyler colaboró en varias canciones de artistas importantes, como en la canción Trouble On My Mind de GOOD Music y el rapero Pusha T, o "Martians vs. Goblins" del rapero The Game (que incluyó también una colaboración de Lil Wayne). Durante marzo y abril de 2013, Tyler realizó tours por Norteamérica y Europa. El primer sencillo del álbum se lanzó el 14 de febrero, titulado "Domo23", junto al vídeo musical que contó con las colaboraciones de varios artistas de Odd Future. El 26 de febrero, Tyler volvió a Late Night Show with Jimmy Fallon donde tocó "Domo23" y "Treehome95".
Wolf fue lanzado el 2 de abril de 2013 por los sellos Odd Future Records y Red Distribution (bajo Sony Music Entertainment). Contó con colaboraciones por partes de Frank Ocean, la mayor parte de Odd Future y Erykah Badu. El disco fue producido enteramente por Tyler, excepto de la última canción "Lone". Desde su lanzamiento, el disco contó con buenas críticas, y debutó en el puesto tres de la lista Billboard 200, vendiendo alrededor de 90 mil copias en su primera semana de estreno.

### 2015-2016:Cherry Bomb

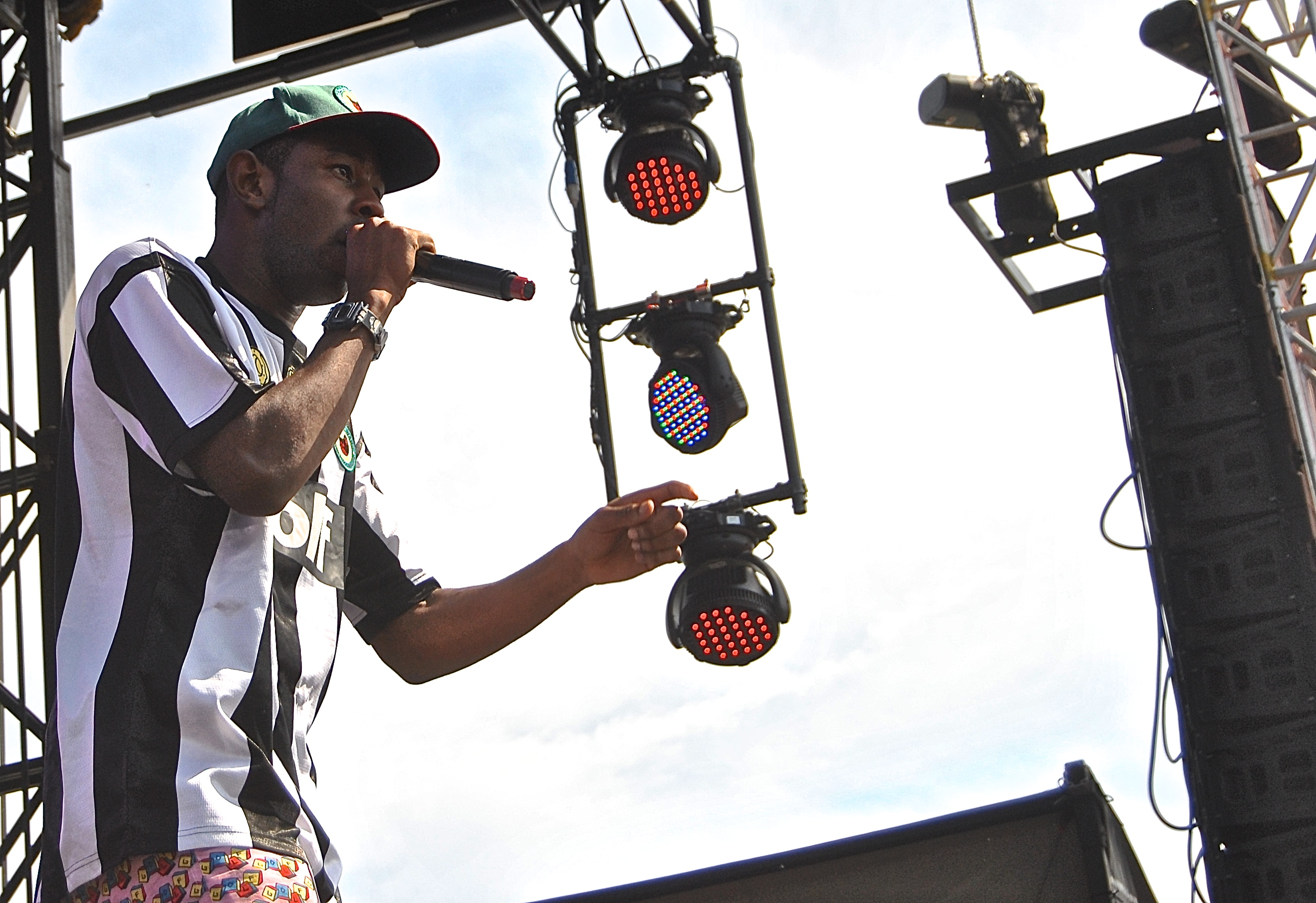
Tyler en un concierto en abril de 2016.

El 9 de abril de 2015, Okonma lanzó el video musical de la canción "Fucking Young" en la cuenta de YouTube de Odd Future. El video también tuvo un pequeño avance de otra canción, "Deathcamp". Tyler anunció el mismo día que ambas canciones estarían incluidas en su nuevo álbum de estudio, Cherry Bomb, programado para lanzarse el 13 de abril de 2015. También anunció vía Twitter que el álbum contaría con colaboraciones de Charlie Wilson, Chaz Bundick y el miembro de Black Lips Cole Alexander. Dos días después, Tyler tocó Deathcamp y Fucking Young en su primera vez en el recital Coachella. Durante el concierto, Tyler criticó a varios miembros del sector vip de la audiencia, quienes en su mayoría eran celebridades, por su falta de entusiasmo.
Cherry Bomb fue lanzado digitalmente el 13 de abril de 2015 por Odd Future Records, con copias físicas del álbum incluyendo cinco portadas distintas programadas para lanzarse el 28 de abril. El álbum contó con colaboraciones de importantes artistas como Kanye West, Lil Wayne y Schoolboy Q. El álbum contó con tours por Norteamérica, Europa y Asia, empezando por el festival de música Coachella y terminando en Tokio en septiembre del 2015. Okonma tuvo que cancelar la fecha en Australia debido a un incidente con un grupo de mujeres protestantes que se quejaban por el contenido misógino de las letras de Tyler en sus discos anteriores en medio de un concierto, a las que Tyler insultó. Luego, Okonma alegó que "las insulté porque estaban buscando sacar esa versión de mí para luego exponerme. Ellas estaban causando estragos afuera y dentro del concierto cuando la audiencia solo quería disfrutar".
El 26 de agosto Tyler reveló que había sido prohibido para visitar el Reino Unido de tres a cinco años, por lo que tuvo que cancelar una serie de fechas por el tour de Cherry Bomb que incluían los festivales de Reading y Leeds. La causa de su restricción fue por culpa del contenido lírico de canciones remotas al 2009. El mánager de Tyler, Christian Clancy informó que se habían enterado del suceso a través de una carta de la secretaria Theresa May. May citó varias letras de canciones de Tyler como motivos, a pesar de que Okonma ya había realizado varios conciertos por Inglaterra desde el lanzamiento de Bastard. Tyler luego declaró que el motivo de su restricción fue por temas raciales, incluyendo que fue tratado como "un terrorista", y que "no les gustaba el hecho de que niños estaban idolatrando a un hombre negro".

### 2017-18:Flower Boy, televisión yWANG$AP
El 8 de abril de 2017, Frank Ocean lanzó la canción "Biking" que contaba con versos de Tyler y Jay-Z. Ocho días después, se confirmó que Tyler produciría y tocaría la canción del programa del científico Bill Nye, Bill Nye Saves the World.
El 28 de junio, se estrenó por Viceland el programa Nuts + Bolts, el cual era un programa en el que Tyler explicaba sus aficiones y pasiones, y cómo eran creadas. 
El 29 de junio, Tyler lanzó el video musical de la canción "Who Dat Boy" junto al rapero A$AP Rocky en su nuevo canal de YouTube, junto a varios posts promocionales donde hacían una cuenta atrás para el estreno. Más tarde esa misma noche, lanzó el sencillo por plataformas digitales junto a la canción "911 / Mr. Lonely" junto a los artistas Frank Ocean, Steve Lacy y Anna of The North. Los sencillos contaron con excelentes críticas y un gran recibimiento por parte de fanes, que notaron la producción de Tyler más sólida y mejor concebida, además de abordar temas más personales e introspectivos. El 6 de julio, anunció el título, la lista de canciones, y la fecha de estreno de su cuarto álbum de estudio, Flower Boy, que acabaría siendo lanzado el 21 de julio. Varios sencillos fueron lanzados junto al álbum, incluyendo "Ain't Got Time" y "Boredom". El álbum fue lanzado vía iTunes, Spotify, y varios servicios de streaming. El 14 de septiembre, Tyler anunció que lanzaría un programa de dibujos animados por adult swim llamado The Jellies. Flower Boy contó con una excelente aceptación masiva por parte de críticos, seguidores y especialistas, destacando el cambio radical de sonido de Tyler, The Creator, pasando de producciones más crudas y ruidosas, a más complejas y sólidas, inclinándose por el jazz y el neo-soul. Además la crítica halagó el abordaje temático de Tyler, que indagó más en su vida personal, sus problemas con la soledad, la ansiedad y el futuro, y sus varias incidencias en su homosexualidad, a la que Tyler mismo jamás aclaró. El disco fue nominado como Mejor Álbum de Rap en la 60° edición de los Premios Grammy, pero fue superado por DAMN. de Kendrick Lamar.
El 29 de marzo de 2018, Tyler publicó el sencillo "OKRA", junto a varios freestyles y remixes. Okonma se refirió al sencillo como una "canción casual", y que no definiría su sonido de próximos proyectos. El 22 de mayo continuó esta racha de sencillos lanzado "435". El 23 de julio, Tyler y A$AP Rocky anunciaron un proyecto colaborativo, WANG$AP, lanzando el sencillo "Potato Salad" en el compilado de videos "AWGE DVD (Vol. 3)" por AWGE, la agencia creativa de Rocky.

### 2019-presente:Igor,Call Me If You Get Lost y CHROMAKOPIA

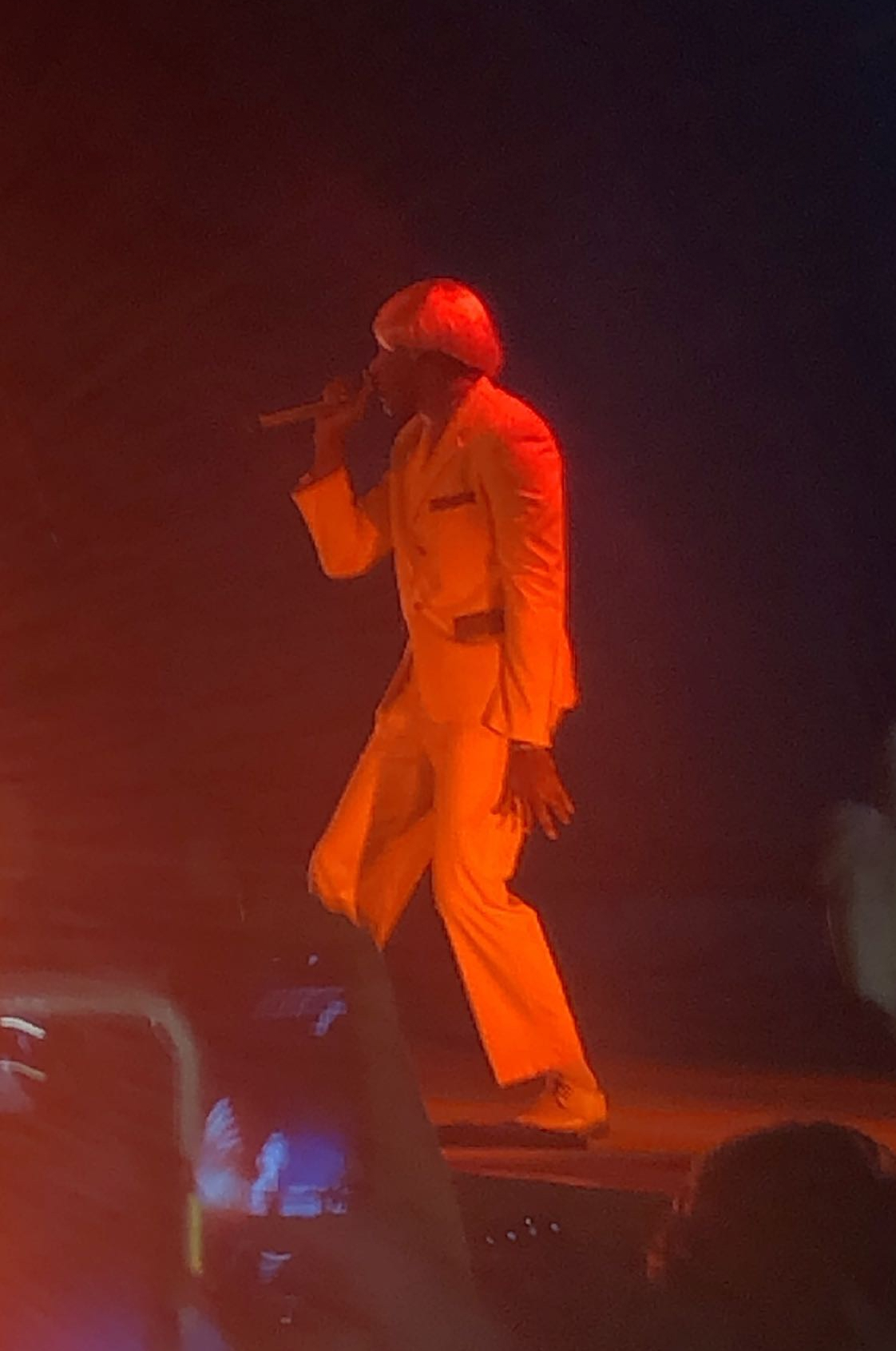
Tyler durante un concierto en 2019 disfrazado de "Igor".

El 6 de mayo de 2019, Okonma publicó dos cortos videoclips en sus cuentas en línea con nueva música. Los videos lo mostraban bailando erráticamente mientras llevaba una larga peluca rubia, un traje multicolor, gafas de sol negras y una grill; se puso el mismo estilo para las fotos en sus medios sociales y los videos musicales para los sencillos del álbum. Pronto anunció su quinto álbum de estudio, Igor, que fue lanzado el 17 de mayo, el cual contó con excelentes críticas y que debutó como número 1 en el Billboard 200, convirtiéndose en el primer álbum número 1 de Tyler en toda su carrera. El disco incluye el sencillo "EARFQUAKE", que alcanzó el puesto 13 en la lista Billboard Hot 100. El 23 de diciembre de 2019 Okonma lanzó dos sencillos, "Best Interest", que no alcanzó a formar parte de IGOR, y "Group B", un freestyle. Igor ganó el premio Grammy a Mejor Álbum de Rap. Durante una conferencia post-premiación, se preguntó a Tyler cómo se sentía al ver que su álbum había sido incluido en la categoría de "Mejor álbum de rap", a pesar de que contenía más elementos de jazz y soul, y respondió: "por un lado, estoy muy agradecido de que lo que hice sea reconocido en un mundo como este, pero también apesta que cuando nosotros -y cuando digo nosotros me refiero a gente que se parece a mí- hacemos algo que desafía los géneros musicales siempre lo ponen en la categoría de rap o urbano". También se refirió a la categoría de "Mejor álbum urbano" es una forma de decir la palabra nigger de manera políticamente correcta. Durante 2020, Tyler estuvo presente en los actos de protestas por la muerte de George Floyd. En 2021, produjo la música para un comercial de Coca-Cola.
Para el sexto álbum de estudio de Okonma, Call Me If You Get Lost, el artista colocó vallas publicitarias en las principales ciudades del mundo que contenían un número de teléfono que, cuando se llamaba, reproducía una conversación grabada entre Okonma y su madre. Esa grabación se incluye en el álbum como "Momma Talk". Poco después de que se vieran las vallas publicitarias, se descubrió un sitio web del mismo nombre. El sencillo principal del álbum, "Lumberjack", fue lanzado el 16 de junio. Al día siguiente, Okonma reveló la portada del álbum y confirmó su fecha de lanzamiento para el 25 de junio. Tras su lanzamiento, recibió elogios generalizados de la crítica y debutó en el número uno en el Billboard 200 de los EE. UU., convirtiéndose en el segundo álbum número uno de Okonma en los Estados Unidos.
El 21 de julio de 2025, tras una serie de publicaciones incitando a un acto, publicó Don't Tap The Glass, su noveno álbum de estudio.

## Arte

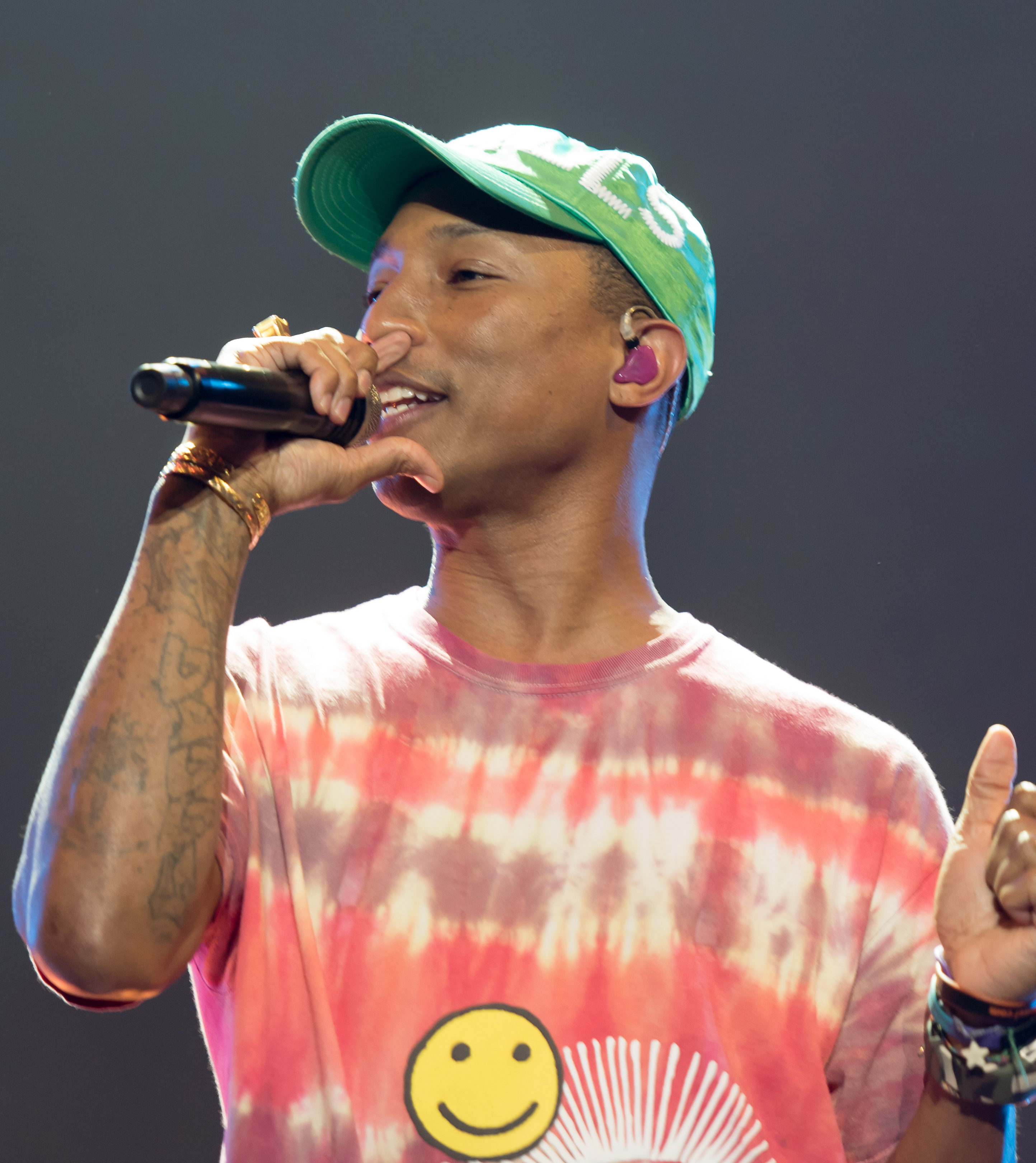
Pharrell Williams ha sido una de las máximas inspiraciones y referencias para Okonma.

Cuando Okonma surgió en la escena musical como una "extraña figura" de Internet y uno de los líderes del colectivo musical Odd Future, sus producciones musicales instintivamente se hicieron notar por asemejarse a las de Pharrell Williams y sus trabajos en N.E.R.D y The Neptunes durante los 2000, los cuales Okonma ha referenciado como sus máximas inspiraciones y referencias. El macabro y transgresor contenido lírico de su mixtape Bastard y su álbum debut Goblin estuvieron influenciados por Eminem, en especial su álbum Relapse (2009), que según Okonma, es uno de sus favoritos,y medios y críticos musicales han notado paralelismos en los inicios de carrera de ambos. Cuando se le preguntó por el contenido ofensivo de sus letras, Okonma respondió que "no son ofensivos" y que "solo me gusta hacer enojar a tipos viejos y blancos".La estética "nihilistica" y oscura de sus primeros trabajos fue fuertemente criticada en las comunidades en línea de música por incluir letras en las que hablaba sobre violación y asesinatos. El video musical de "Yonkers", en donde Okonma aparecía comiéndose una cucaracha y suicidándose sobre el final, generó controversia en los medios, además de ser publicado por Kanye West en su cuenta de Twitter, llamándolo "el vídeo del 2011".
Como el líder de facto de Odd Future durante los inicios de los 2010, la agrupación rápidamente captó atención notoria de medios y en Internet, comparandolos con Wu-Tang Clan por su actitud rebelde y en contra de los standares de la industria musical. Sin embargo, Okonma denegó rápidamente estas comparaciones: "nosotros estamos en una cosa completamente diferente". El enfoque "DIY" del grupo causó un fuerte impacto en el hip-hop, al lanzar música cuando querían a través de plataformas poco convencionales como YouTube, Tumblr o MySpace, influyendo en artistas de "tomar un camino alternativo en la construcción de sus carreras". El grupo también influyó en la moda, al empezar a popularizar la ropa urbana bajo las marcas de Supreme o Converse, además de su propia marca "Golf Wang" con su llamativa estética colorida. Okonma también trajo consigo una nueva ola de atención hacia el skateboarding y el biking al verse constantemente seguido manejando una bicicleta o una patineta por Los Ángeles.Varios miembros del grupo, como Frank Ocean o Earl Sweatshirt, pasarían a tener éxitosas carreras musicales, a la vez que despendrerían grupos alternativos como The Internet, liderados por Syd y Steve Lacy. 

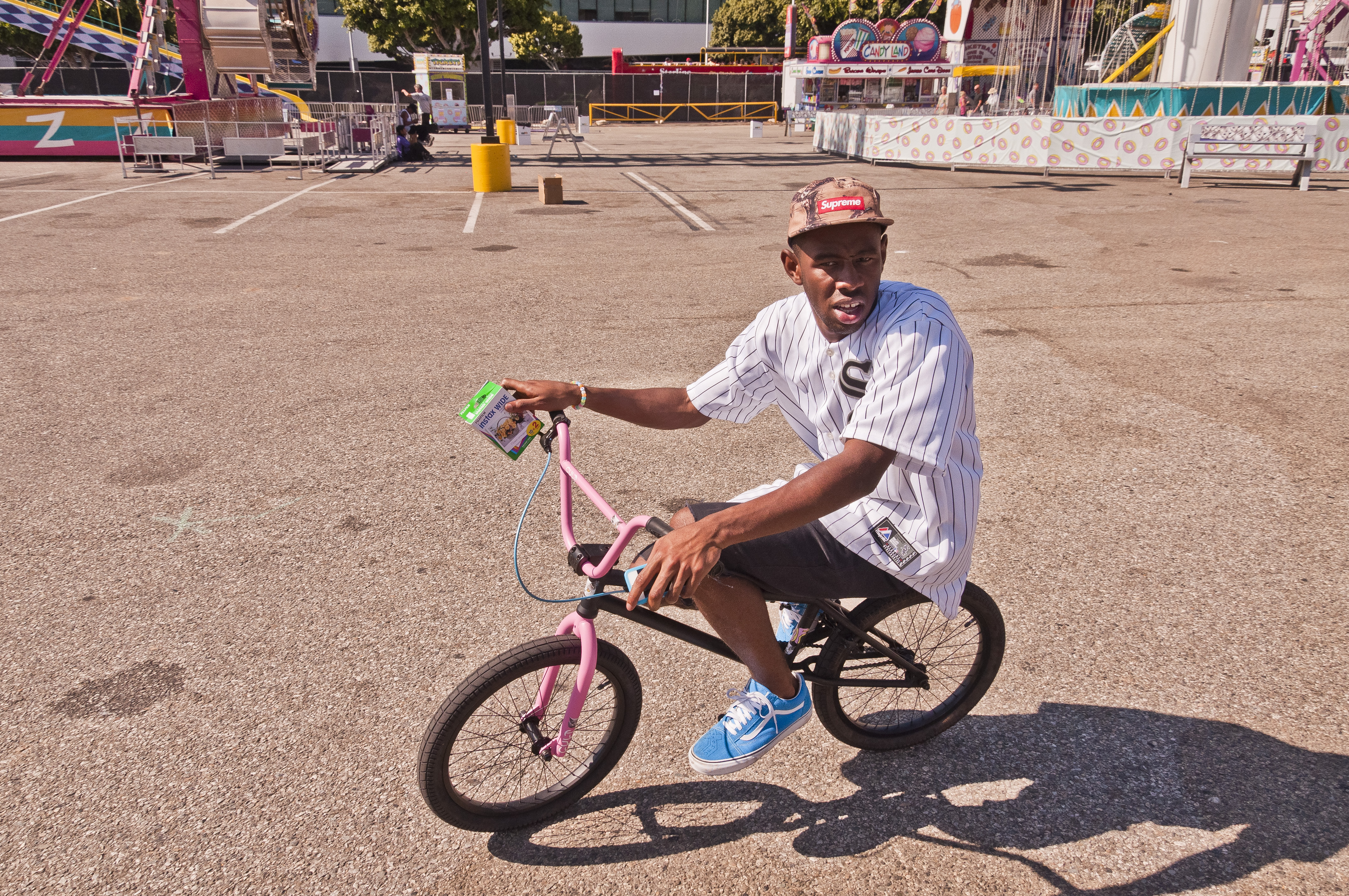
Tyler manejando una BMX durante el festival Camp Flog Gnaw en 2012.

A partir del lanzamiento de su segundo álbum de estudio Wolf, los críticos notaron un cambio musical en las producciones de Okonma, incursionando por sonidos más accesibles y melódicos a través de fusiones de jazz, R&B y soul, incluyendo colaboraciones de artistas de esos géneros como Erykah Badu, Charlie Wilson o Frank Ocean.Además tomó un enfoque más intimo en sus letras, al hablar sobre el abandonamiento de su padre en la canción "Answer". Sin embargo, su siguiente publicación, Cherry Bomb, tuvo una recepción mixta por parte de aficionados y críticos por su producción experimental, en la que Okonma decidió "crear solamente canciones" sin ningún tipo de conexión entre ellas, con una estética más "agresiva" y "ruidosa". The Medium escribría en un análisis que "(Cherry Bomb) es el álbum que marcó el cambio y allanaría el camino para que sus siguientes entregas, Flower Boy e IGOR, se desarrollaran en el mejor estilo de producción y lirismo de Tyler".Alrededor de esta época, Okonma abandonaría indefinidamente sus responsabilidades con Odd Future, pasando a firmar con el sello discográfico Columbia Records. 
En 2017, Okonma lanzaría Flower Boy, notado por varios analistas y críticos como la eclosión definitiva de su potencial. Previo a la grabación del álbum, Okonma tomó inspiración de producciones pop como Max Martin o Justin Timberlake, asitiendo en clubes nocturnos para observar los efectos de sonidos más convencionales y accesibles. Fusionando géneros como R&B alternativo, neo-soul y bedroom pop, Okonma lanzó su disco más exitoso a nivel comercial y crítico hasta Igor (2019), su continuación, el cual fue el primer álbum de Okonma ganador de un Grammy; con mezclas experimentales de pop, soul y R&B, es un álbum conceptual profundamente personal sobre "el viaje emocional de ser la tercera rueda en un triángulo amoroso", mientras que Call Me If You Get Lost (2021), su último lanzamiento y segundo álbum ganador de un Grammy, es un álbum conceptual sobre "la personalidad de 'Tyler Baudelaire', un caballero viajador y afable con un gusto sofisticado por el arte lujurioso", con fuertes inspiraciones en mixtapes de hip-hop de sus artistas favoritos.Esta última trilogía estableció a Okonma como uno de los artistas más aclamados y mejor valorados de su generación y década. Artista que han mencionado que han sido inspirados por Okonma y su trabajo han sido Billie Eilish, Kevin Abstract de Brockhampton, Offset, Kali Uchis, Juice WRLD, entre otros.

## Otros emprendimientos creativos

### Programas televisivos
En 2011, Walter J. Newman y Nick Weidenfeld, dos productores ejecutivos de Adult Swim, la sección para adultos del canal de dibujos animados Cartoon Network, vieron un show de Odd Future en Los Ángeles y notaron enseguida el carisma explosivo de Tyler sobre el escenario. Estos se contactaron con Okonma y Jasper Dolphin, otro miembro de Odd Future y el mejor amigo de Tyler, y llegaron a un acuerdo para filmar Loiter Squad, un programa de sketches y bromas protagonizados por los miembros de Odd Future que duró hasta 2014, donde Tyler y su equipo concluyeron que el show había llegado a un final.
Tras la finalización del programa, Tyler y Lionel Boyce (amigo de Tyler y coguionista) fueron ofrecidos por Newman para realizar otros programas, pero ambos lo rechazaron. En 2015, decidieron crear un programa de dibujos animados llamado The Jellies!, una comedia surreal donde una familia de medusas adoptan a un adolescente llamado Cornell. La primera temporada fue estrenada por Golf Media, un servicio de streaming creado por Tyler. En la segunda, el programa fue adquirido por adult swim y se transmitió allí por dos años más.
| Título       | Canal                  | Temporadas            | Género                                 |
| ------------ | ---------------------- | --------------------- | -------------------------------------- |
| Loiter Squad | adult swim             | 3 (2012-2014)         | comedia                                |
| Nots + Bults | VICE TV                | 1 (2017; 6 episodios) | documental                             |
| The Jellies! | GOLF Media; adult swim | 2 (2015; 2017-2019)   | dibujos animados; comedia; surrealismo |
| Shell Beach  | Fox                    | aún no confirmado     | dibujos animados                       |

### Golf Wang: marca de ropa, y otras colaboraciones
En 2011, Odd Future creó su propia línea indumentaria, Golf Wang (en relación con el nombre de la agrupación) con Tyler a la cabeza. En 2013, la marca se desafilió de la agrupación. La marca se hizo conocida por su colorida y auténtica estética, y logró establecerse a sí misma en la industria de la moda. En 2011, se abrió la primera tienda bajo Odd Future en Fairfax Avenue, Los Ángeles, hasta que en 2014 Tyler anunció por Twitter que se había cerrado. En octubre de 2017, Tyler anunció que reabriría la tienda de ropa bajo "GOLF". El local volvió a establecerse en Fairfax Aveneue, y además de vender mercadería de Golf Wang, cuenta con una pista de skate dentro.
Alrededor de 2015, Tyler, junto a su mánager Christian Clancy lograron llegar a un acuerdo para una colaboración junto a la marca de zapatillas Vans, cuya primera colección fue estrenada en agosto de ese mismo año. Sin embargo, luego de un par de controversias luego de un comercial junto a PepsiCo y Mountain Dew donde Tyler protagonizó y dirigió un comercial que fue tomado como racista, Okonma y Clancy decidieron rompieron su relación con Vans en 2016 debido a su poca libertad creativa y firmaron con Converse en 2017. Las colecciones lanzadas por Tyler tuvieron un éxito rotundo, aumentando las ventas de la marca. Durante ese mismo año, Golf Wang lanzó GOLF Le FLEUR* (una traducción inexacta al francés de Flower Boy), la cual es una colaboración entre Golf Wang y Converse, que se estrenó en una pasarela organizada por la marca en Los Ángeles.

#### Marcas que colaboraron con Golf Wang/GOLF Le Fleur*
- Vans (2015-2016)
- Converse (2017-)
- retaW (marca de fragancia japonesa)
- Lacoste
- Jeni's Splendid Ice Creams (marca de helados)
- Levi Strauss & Co.

### Festival de música:Camp Flog Gnaw
The Camp Flog Gnaw Carnival es un festival de música y carnaval anual creado originalmente por Tyler, The Creator en 2011, y festejado en Los Ángeles. El nombre del festival es un anagrama para Wolf Gang. Cuenta con una variedad de juegos y atracciones de carnaval (los cuales incluyen una enorme noria), vendedores de comida y una gran cantidad de artistas notables. Entre las apariciones más destacadas, se incluyen a: Snoop Dogg, Post Malone, Drake, Kanye West, Kid Cudi, Juice WRLD, Mac Miller, Pharell Williams, entre otros. La edición 2019 contó con entradas agotadas en pocos minutos desde el lanzamiento de las entradas, y actualmente el festival se establece como uno de los más importantes de Estados Unidos.

## Asuntos legales
El 22 de diciembre de 2011, arrestaron a Tyler durante un show en Los Ángeles, acusado de "sospecha de vandalismo" por la supuesta destrucción de un equipo de sonido perteneciente a la sede.
El 15 de marzo de 2014, Tyler fue arrestado por incitar un motín tras haber gritado a unos fanes que entraran en el recinto abriéndose paso empujando a los guardias de seguridad cuando las entradas del show ya estaban agotadas en el festival South by Southwest.
En agosto de 2015, a Tyler le fue prohibida la entrada en el Reino Unido por la ministra del interior, Theresa May, la semana previa a su aparición programada en el Festival de Reading y de Leeds. May cita específicamente las letras del álbum Bastard, lanzado en 2009, como razón de la prohibición, a pesar del hecho de que Tyler había estado sin ningún problema en los festivales de Reading y Leeds en 2011, 2012 y 2013 y en otros numerosos festivales del Reino Unido como el Festival de Glastonbury en el período de tiempo transcurrido desde el lanzamiento del álbum citado.

## Discografía
| Álbumes de estudio - 2011: Goblin - 2013: Wolf - 2015: Cherry Bomb - 2017: Flower Boy - 2019: Igor - 2021: Call Me If You Get Lost - 2024: Chromakopia - 2025: Don't Tap The Glass | Álbumes en vivo - 2013: Live At Splash! Extended play - 2018: Music Inspired by Illumination & Dr. Seuss' The Grinch Mixtape - 2009: Bastard |

## Filmografía
| Televisión | Televisión                                                           | Televisión                 | Televisión                                                  |
| Año        | Título                                                               | Papel                      | Observaciones                                               |
| ---------- | -------------------------------------------------------------------- | -------------------------- | ----------------------------------------------------------- |
| 2010       | When I Was 17                                                        | Él mismo                   | Temporada 3, episodio 2                                     |
| 2010       | OFWGKTA Smackfest                                                    | Él mismo                   | 2 episodios                                                 |
| 2011       | Workaholics                                                          | Extra                      | 1 capítulo                                                  |
| 2011       | Regular Show                                                         | Blitz Comet Big Trouble    | Voces 1 capítulo                                            |
| 2011-2018  | Late Night with Jimmy Fallon                                         | Él mismo                   | Artista entrevistado, Músico intérprete                     |
| 2012       | Punk'd                                                               | Él mismo                   | 2 capítulo; Temporada 9, Capítulos 2 & 4                    |
| 2012       | Ridiculousness                                                       | Él mismo                   | Temporada 2, Capítulo 10: Tyler, The Creator & Taco Bennett |
| 2012       | The Mindy Project                                                    | Rapero                     | Temporada 1, Capítulo 10: Mindy's Brother                   |
| 2012       | 24 Hours with Odd Future in NYC                                      | Él mismo                   | Corto de TV                                                 |
| 2012– 2014 | Loiter Squad                                                         | Él mismo                   | Actor protagonista                                          |
| 2013       | Late Show with David Letterman                                       | Él mismo                   | Artista entrevistado                                        |
| 2013       | Our Vinyl Weighs a Ton: This Is Stones Throw Records                 | Él mismo                   | Documental                                                  |
| 2013       | The Show with Vinny                                                  | Él mismo                   | Invitado                                                    |
| 2013       | Made in America                                                      | Él mismo                   | Documental                                                  |
| 2013       | The Arsenio Hall Show                                                | Él mismo                   | Artista entrevistado                                        |
| 2013       | Larry King Now                                                       | Él mismo                   | Artista entrevistado                                        |
| 2013-2014  | Axe Cop                                                              | Jefe de policía            | 7 episodios                                                 |
| 2014       | The Meltdown with Jonah and Kumail                                   | Él mismo                   | Invitado                                                    |
| 2014-15    | Lucas Bros Moving Co                                                 | Spender / Tipo de los 90's | Voz                                                         |
| 2015       | The Eric Andre Show                                                  | Él mismo                   | Invitado                                                    |
| 2015       | Tavis Smiley                                                         | Él mismo                   | Invitado                                                    |
| 2015       | Jimmy Kimmel Live!                                                   | Él mismo                   | Artista entrevistado; Interpretó "Cherry Bomb" y "Smuckers" |
| 2015       | Black Dynamite                                                       | Broto                      | Voz                                                         |
| 2016       | Traveling the Stars: Action Bronson and Friends Watch Ancient Aliens | Él mismo                   | Invitado                                                    |
| 2017       | The Late Show with Stephen Colbert                                   | Él mismo                   | Artista entrevistado; Interpretó "911"                      |
| 2017       | Tío Grandpa                                                          | Él mismo                   | Voces adicionales                                           |
| 2018       | Coachella Music Festival                                             | Él mismo                   | Invitado                                                    |
| 2018       | Life Is Beautiful Music & Arts Festival                              | Él mismo                   | Invitado                                                    |
| 2019       | Shangri-La                                                           | Él mismo                   | Invitado                                                    |
| 2020       | Hydration                                                            | Él mismo                   | Invitado                                                    |
| 2020       | Kidding                                                              | Cornell                    | 2 episodios, temporada 2                                    |
| 2022       | Jackass Forever                                                      | Él mismo                   | Invitado                                                    |